# 2009 en Martinique
Cet article présente les faits marquants de l'année 2009 en Martinique.

## Évènements

### Février
- Jeudi 5 février 2009 :  Le conflit qui touche l'île de Guadeloupe s'étend à la Martinique. Douze syndicats martiniquais regroupés au sein d'une intersyndicale (CDMT, CFDT, CFTC, CGTM, CGTM-FSM, CSTM, UGTM, UNSA, CFE-CGC, FSU, SMBEF et SUD-PTT) lancent un appel à la grève générale. Il s'agit pour cette intersyndicale de créer « un rassemblement pour un puissant mouvement d'ensemble pour exiger une véritable amélioration de nos conditions de vie et de travail ». Elle qualifie la situation en Martinique d'« extrêmement critique », car quelque « 70 000 Martiniquais vivent en dessous du seuil de pauvreté et le pouvoir d'achat ne cesse de diminuer » alors que l'on assiste à une « multiplication des licenciements et de la précarisation ».

- Vendredi 6 février 2009 : à la suite du succès de la grève générale de la veille, les douze organisations syndicales se constituent en un « collectif du 5 février » prêt à s'élargir à d'autres syndicats et à des organisations associatives. Entre 15 000 (police) et 20 000 (organisateurs) personnes ont manifesté dans les rues de Fort-de-France contre la vie chère et pour l'emploi. Le collectif décide de reconduire le mouvement, mais aussi de s'entendre sur « une méthode de travail » et de définir l'ordre des points de revendications à négocier.

- Lundi 9 février 2009 : 11 000 personnes selon la police  ont manifesté  à Fort-de-France « contre la vie chère ». Quelques incidents se sont produits  alors que les négociations ont repris en préfecture. Sept personnes ont été interpellées à la suite du cambriolage d'une bijouterie du centre ville pendant la manifestation.

- Mardi 10 février 2009 : à la suite de la grève générale déclenchée depuis sept jours, deux escadrons de gendarmes mobiles (130 hommes) sont envoyés en renfort en Martinique où ils rejoignent les deux escadrons déjà surplace.

- Jeudi 12 février 2009 : Le secrétaire d'État à l'Outre-mer Yves Jégo propose aux syndicats martiniquais 39 propositions pour sortir de la grève générale depuis huit jours. Parmi les propositions, une baisse « immédiate » des prix du carburant de 8 centimes pour l'essence et de 10 centimes pour le gasoil et la baisse de 20 % « avant la fin du mois de février » de 100 produits de première nécessité, le versement d'une prime exceptionnelle de 200 euros « dès le mois d'avril » aux 50 000 foyers martiniquais aux plus bas revenus.

- Lundi 16 février 2009 : Quelque 3 000 personnes ont manifesté dans les rues de Fort-de-France, en Martinique, alors que les négociations devaient reprendre en préfecture entre les syndicats du « collectif du 5-Février » et les représentants de la grande distribution, au douzième jour de grève générale qui touche l'île.

- Vendredi 20 février 2009 : Selon les producteurs martiniquais de bananes, quelque 9 000 tonnes de bananes sont en attente de départ pour l'exportation. La banane constitue pour la Martinique son premier produit d'exportation.

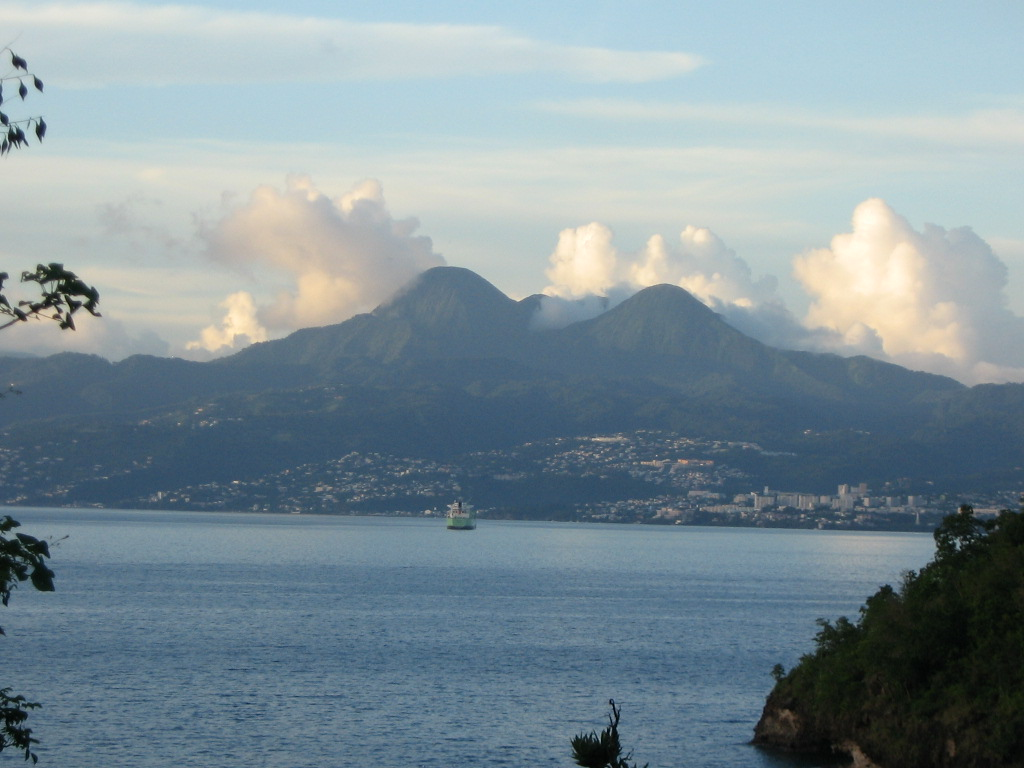
Fort-de-France

- Dimanche 22 février 2009 : Meeting au Grand Carbet du parc floral à Fort-de-France organisé par le Groupe révolution socialiste (GRS-EXG). Parmi les intervenants, le porte-parole du Nouveau parti anticapitaliste Olivier Besancenot qui s'est présenté à la tribune comme « militant anticolonialiste et internationaliste » venu « relayer le combat » et « voir avec le collectif du 5 février et le LKP, comment on peut vous aider de manière pragmatique à être plus efficace pour que votre combat parvienne à la victoire, c'est-à-dire au gain de toutes vos revendications ».

- Lundi 23 février 2009 : Au terme d'un accord passé avec le « collectif du 5 février contre la vie chère et pour l'emploi », quelque 1 500 tonnes de bananes ont pu être livrées sur le port de Fort-de-France et embarquées sur un porte-conteneur de la CMA-CGM.

- Mardi 24 février 2009 : Le « collectif du 5 février contre la vie chère et pour l'emploi » décide de s'opposer à nouveau au chargement de la banane, lors d'un point de presse en préfecture en marge des négociations sur la hausse des salaires et d'empêcher le chargement sur le prochain porte-conteneur attendu en fin de semaine à Fort-de-France[1].

- Mercredi 25 février 2009 : Dans la nuit de mardi à mercredi, la situation s'est tendue dans l'île : plusieurs magasins ont été pillés à Fort-de-France dont une bijouterie, des barrages ont flambé, au moins trois voitures ont été incendiées par une cinquantaine de « jeunes » masqués venus des quartiers sensibles. Les gendarmes ont interpellé une trentaine de personnes et le carnaval a été annulé[2].

- Jeudi 26 février 2009 : Nouvelle nuit de violences, dans la nuit de mercredi à jeudi, des barrages ont été dressés et des feux ont été allumés dans plusieurs artères de Fort-de-France. Des cocktails Molotov ont été lancés et trois grandes surfaces ont été attaquées et pillées.

### Mars
- Lundi 2 mars 2009 : Les négociations sur une hausse des salaires ont repris entre l'État, les collectivités, le patronat et le « Collectif du 5 février », qui anime la grève contre la vie chère depuis 26 jours en Martinique. La précédente séance de négociations avait achoppé dans la nuit de samedi à dimanche alors qu'un accord semblait à portée de main.

- Mardi 3 mars 2009 : Le patronat et le « Collectif du 5 février » annonce la signature d'un  accord cadre sur les salaires, prévoyant une augmentation de 200 euros nets mensuels pour les salaires jusqu'à 1,4 SMIC.

- Mercredi 4 mars 2009 : Le président du Medef de la Martinique, Patrick Lecurieux-Durival, estime « au bas mot à 10 000 » le nombre de « suppressions d'emplois sur l'année et certainement énormément dans les 3 à 6 mois à venir » sous les effets combinés de la crise mondiale et de la grève en cours depuis presque un mois. La Martinique compte environ 75 000 emplois dans le privé. Une fois les gros chantiers en cours terminé « les carnets de commandes sont vides ». Selon  lui, le mouvement social en cours est une « sur-crise qui s'est ajoutée à la crise mondiale » et « elle ressemble au coup de grâce ». Il s'inquiète particulièrement de la « fragilisation des entreprises » qui vont « perdre en solvabilité » et redoute « que les banques, vigilantes dans le contexte de crise mondiale, soient peu enclines à faire des cadeaux ».

- Jeudi 5 mars 2009 : Spectaculaire incendie dans un entrepôt à deux niveaux et de 1 600 m2, dans la nuit de mercredi à jeudi à Fort-de-France entraînant l'évacuation d'une centaine de résidents d'un immeuble mitoyen de 13 étages. L'hypothèse d'un incendie d'origine criminelle n'est pas à écarter du fait de la présence de palettes de bois enflammées à l'extérieur de l'entrepôt dont « une partie du bardage avait été éventrée ».

- Vendredi 6 mars 2009 : Un convoi organisé par un collectif de socioprofessionnels associés à des professionnels du monde agricole et du BTP a été bloqué sur la rocade de Fort-de-France par une remorque de camion et pris à partie par un groupe d' « hommes armés et en cagoule ». Des voitures ont été « cassées ». 9 personnes sont interpellées lors des affrontements et 3 policiers ont été légèrement blessés par des tirs de plombs. Au cours de la nuit les pompiers sont intervenus pour éteindre de nombreux feux de poubelle, de détritus et d'Abribus. Pompiers et forces de l'ordre ont été victimes de jets de projectiles à plusieurs reprises. La ville avait retrouvé le calme samedi matin.

- Samedi 7 mars 2009 : Quelque 4 000 personnes  manifestent sans incidents en soutien au « collectif du 5 février » qui mène le mouvement de grève qui paralyse la Martinique depuis plus d'un mois.

- Mercredi 11 mars 2009 : Le patronat martiniquais et le Collectif du 5 février, qui mène depuis près de cinq semaines un mouvement de grève contre la vie chère dans l'île, ont signé un accord global sur les bas salaires dans la nuit du mardi 10 au mercredi 11 février.

- Samedi 14 mars 2009 : Un protocole de sortie de crise est  signé au 38e jour du mouvement social et populaire contre la vie chère mené par le « Collectif du 5 février ». Outre les différentes composantes du Collectif, les organisations patronales et socio-professionnelles, les collectivités territoriales (région, département, communes) et les représentants de l'État ont paraphé ce document inédit[3].

### Avril
- Vendredi 17 avril 2009 :
  - Ouverture des États généraux de l'Outremer à Schœlcher devant plus de 300 personnes.
  - Échec de la journée de mobilisation lancé par le Collectif du 5 février. Environ 200 personnes, selon la police, ont manifesté jusqu'à la préfecture de Fort-de-France où se tenait une réunion plénière sur la question de l'emploi. Par ailleurs, une partie des stations services sont restées fermées à la suite de la grève lancée à l'appel des pompistes UGTM pour protester contre le rapport Bolliet sur le coût du carburant outre-mer.

### Mai
- Mardi 5 mai 2009 : une rupture de canalisation près de l’usine de production d’eau potable de Vivé, sur la commune du Lorrain, privant d'eau des dizaines de milliers de personnes, à cause d'un glissement de terrain survenu à la suite de pluies exceptionnelles.

- Dimanche 17 mai 2009 : environ 31 000 personnes sont encore privées d’eau dans le centre et dans le sud de la Martinique, à la suite de la rupture de canalisation du 5 mai.

### Juin
- Samedi 6 juin 2009 : premier cas avéré de grippe H1N1 sur une personne de retour d’un voyage aux États-Unis.

- Vendredi 19 juin 2009 : les élus départementaux et régionaux de Martinique réunis en Congrès ont voté une résolution demandant le report des élections régionales prévues en 2010, dans la perspective d’une consultation de la population martiniquaise sur une évolution institutionnelle.

- Jeudi 25 juin 2009 : le président Nicolas Sarkozy est arrivé à la Martinique, accompagné du nouveau ministre de l'Intérieur, Brice Hortefeux et la nouvelle secrétaire d’État à l'Outre-mer, Lucette Michaux-Chevry, avant de se rendre à la Guadeloupe pour participer aux états généraux de l'outre-mer, dans une ambiance encore houleuse quatre mois après les violentes grèves qui ont secoué les deux îles antillaises.

- Vendredi 26 juin 2009 : le président Nicolas Sarkozy a proposé à Fort-de-France l'organisation d'un référendum sur un éventuel statut d'autonomie pour l'île de la Martinique, aujourd'hui département-région régi par l'article 73 de la Constitution, tout en excluant l'indépendance[4].

### Juillet
- Mercredi 8 juillet 2009 : la ministre française de la Santé Roselyne Bachelot a présenté son plan Santé Outremer à l'occasion des hôpitaux de la Martinique (Hôpital de Saint-Esprit en reconstruction et nouvelle cité hospitalière de Mangot Vulcin en construction)[5].